# NGC 6834
NGC 6834 је расејано звездано јато у сазвежђу Лабуд које се налази на NGC листи објеката дубоког неба.
Деклинација објекта је + 29° 24' 29" а ректасцензија 19h 52m 12,5s. Привидна величина (магнитуда) објекта NGC 6834 износи 7,8. NGC 6834 је још познат и под ознакама OCL 134.